# Stazione di Bologna Zanolini
La stazione di Bologna Zanolini è una stazione ferroviaria sotterranea posta sulla linea Bologna-Portomaggiore. Si trova nel quartiere San Donato-San Vitale di Bologna, a servizio del rione della Cirenaica.
È gestita da Ferrovie Emilia Romagna (FER).

## Storia
La stazione, in origine denominata "Bologna San Vitale", fu attivata nel 1887 all'apertura della linea.
Negli anni 1990 la linea fu interrotta per i lavori di interramento del tratto di penetrazione urbana. Il nuovo tracciato interrato, comprendente la stazione interrata di Bologna San Vitale, fu attivato il 22 dicembre 2001.
Nel 2013 la stazione assunse la nuova denominazione di "Bologna Zanolini".
Dall'11 dicembre 2022 la stazione è priva di traffico ferroviario, per via dei lavori di parziale interramento della tratta ferroviaria Bologna Zanolini-Bologna Roveri. Al momento dell'avvio dei lavori, il termine del cantiere, con la conseguente riattivazione del traffico ferroviario, è stato preannunciato per il 30 giugno 2025.

## Strutture e impianti

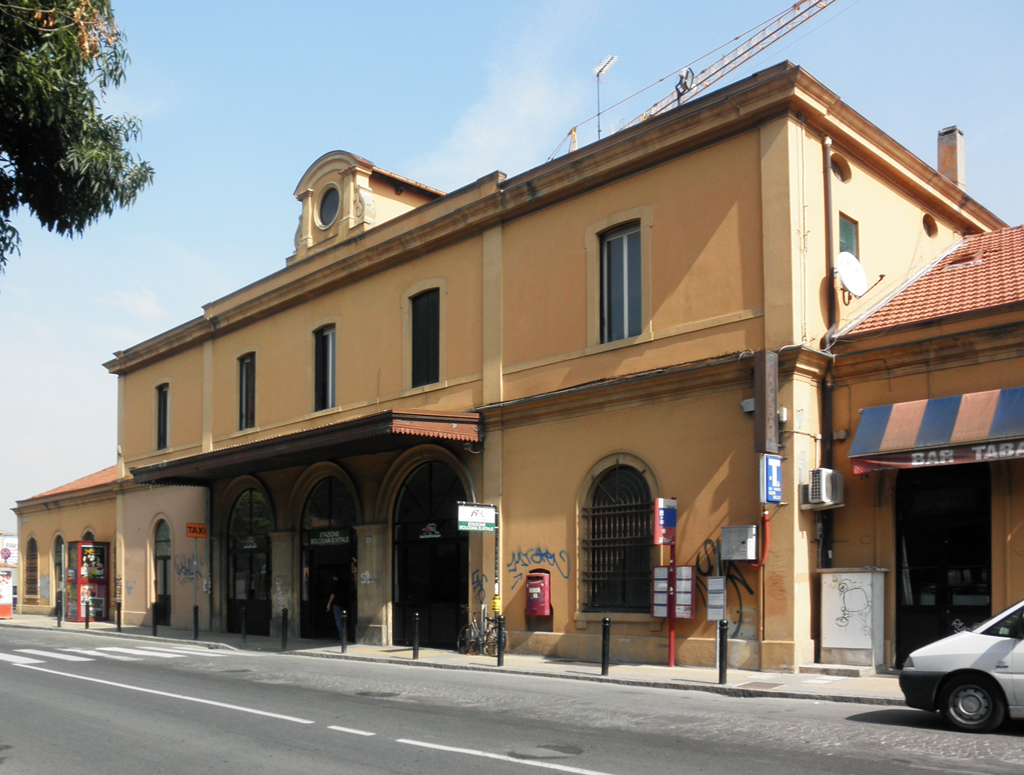
Il fabbricato viaggiatori

Si tratta di una stazione sotterranea a 2 binari serviti da una banchina ad isola, accessibile dall'esterno attraverso una scala.
Il fabbricato viaggiatori della stazione originaria è un caratteristico edificio a due piani in stile ferroviario, risalente all'epoca di apertura della linea. È stato conservato e ospita alcuni uffici della FER.

## Movimento
La stazione è servita dai treni regionali delle relazioni Bologna Centrale – Budrio e Bologna Centrale – Portomaggiore. I treni appartengono alla linea S2B (Bologna Centrale - Portomaggiore) del servizio ferroviario metropolitano di Bologna e sono svolti da Trenitalia Tper nell'ambito del contratto di servizio stipulato con la regione Emilia-Romagna.
A novembre 2019, la stazione risultava frequentata da un traffico giornaliero medio di circa 555 persone (256 saliti + 299 discesi).